# Theope columbiana
Theope columbiana är en fjärilsart som beskrevs av Otto Staudinger 1888. Theope columbiana ingår i släktet Theope och familjen Riodinidae. Inga underarter finns listade i Catalogue of Life.